# Eusebius Jelous Nyathi
Eusebius Jelous Nyathi (* 2. August 1974 in Hwange) ist ein simbabwischer römisch-katholischer Geistlicher und Bischof von Gokwe.

## Leben
Eusebius Jelous Nyathi besuchte das Kleine Seminar in Dete und absolvierte später ein theologisches Propädeutikum am propädeutischen Seminar in Mazowe. Anschließend studierte er Philosophie und Katholische Theologie am nationalen Priesterseminar Saints John Fisher and Thomas More in Chishawasha. Am 17. Juni 2004 empfing er das Sakrament der Priesterweihe für das Bistum Hwange.
Nyathi war zunächst als Vizerektor des Kleinen Seminars in Dete und als stellvertretender Verantwortlicher für die Berufungspastoral im Bistum Hwange tätig, bevor er 2005 Pfarrer der Pfarrei St. Mary sowie Verantwortlicher für die Missionsarbeit und Direktor des Chimuniko Pastoral Centre wurde. Von 2008 bis 2011 war er zuständig für die Berufungspastoral im Bistum Hwange und leitete das Kleine Seminar in Dete. Danach absolvierte er am Instituto Superior de Teología de las Islas Canarias (ISTC) in San Cristóbal de La Laguna auf Teneriffa weiterführende Studien im Fach Katholische Theologie. Nach der Rückkehr in seine Heimat im Jahr 2014 lehrte Nyathi am nationalen Priesterseminar Saints John Fisher and Thomas More in Chishawasha. Von 2015 bis 2022 leitete er zudem die dortige Abteilung für Theologie. Ab 2016 fungierte Nyathi als Regens des nationalen Priesterseminars Saints John Fisher and Thomas More und als Delegat für die Priesterfortbildung.
Am 23. Juni 2023 ernannte ihn Papst Franziskus zum Bischof von Gokwe. Der Erzbischof von Harare, Robert Christopher Ndlovu, spendete ihm am 23. September desselben Jahres in Gokwe die Bischofsweihe; Mitkonsekratoren waren der Bischof von Gweru, Rudolf Nyandoro, und der Bischof von Hwange, Raphael Macebo Mabuza Ncube.